# Île Narrow
L'île Narrow (en anglais, Narrow Island; en espagnol, Isla Pasaje) est une des îles Malouines (en anglais, Falkland Islands; en espagnol, Islas Malvinas).

## Administration
Les îles sont administrées par le Royaume-Uni dans le cadre du Territoire britannique d'outre-mer des îles Falkland. Elle est revendiquée par la République argentine, qui en fait une partie du Département des îles de l'Atlantique Sud dans la province de Terre de Feu, Antarctique et îles de l'Atlantique sud.

## Description
Elle est située au nord de la Grande Malouine, entre l'île Golding et Middle Island, dans le Byron Sound (en). Comme son nom l'indique, l'île est étroite et s'étend sur plusieurs kilomètres d'est en ouest, tout en ne mesurant qu'environ 500 mètres de large à son point le plus large.